# エラスムス・ロッテルダム大学
エラスムス・ロッテルダム大学（エラスムス・ロッテルダムだいがく、オランダ語: Erasmus Universiteit Rotterdam、英語: Erasmus University Rotterdam, EUR）は、オランダ南部の都市、ロッテルダムにある難関公立大学。大学の名称は15世紀の哲学者・人文主義者、デジデリウス・エラスムスにちなむ。
エラスムスMedical Center（MC）は、オランダで最大かつ主要な学術医療センターおよび外傷センターの1つである。経済学およびビジネススクール、エラスムス経済学部、ロッテルダム経営大学院は、名門校としてヨーロッパのみならず世界中に知られている。学生は年々増加傾向にあり、それに伴いオランダ語の学科だけでなく英語の学科も数多く存在する。
エラスムス・ロッテルダム大学には7つの学部が存在し、以下4つの分野に焦点を当てている。
- Health – Faculty of Medicine and Health Sciences/Erasmus MC and Erasmus School of Health Policy & Management (ESHPM)
- Wealth – Erasmus School of Economics(ESE), Rotterdam School of Management(RSM)
- Governance – Erasmus School of Law, Erasmus School of Social and Behavioural Sciences (ESSB)
- Culture – Erasmus School of History, Culture and Communication, Erasmus School of Social and Behavioural Sciences (ESSB), Erasmus School of Philosophy (ESPhil)

## 概要
エラスムス・ロッテルダム大学は、世界的に有名な教育機関である。ロッテルダム大学は1913年に設立され、オランダの元首相のルード・ルベルス、 WTO事務局長スパチャイ・パニチャパックなどを輩出した。彼らは、民間のビジネススクールによるオランダの創設者をサポートするように、港の近くに設立し、急速に商業活動を展開した。20世紀初頭、高等教育、産業、貿易部門の必要性も兼ねて1973年には、オランダの経済や医学ロッテルダム学校はロッテルダムのエラスムス大学として合併した。何世紀にもわたってエラスムス大学は、常に名声が広く知られ、学界で人気を享受してきた。ロッテルダム大学は、科学の進歩と社会的勢力の発展に貢献することを目指している。この目的のために現在の社会的ニーズと開発を考慮し、倫理を尊重し、学界の国際基準を遵守している。さらに、教師と学生の学びを深める機会を最大限に増やすべく、学校が自由な研究を支援する。一方、高品質の学者になるためにロッテルダム大学生の研究は、その基本と応用の両方を作るために、学術教育と学際的な教育方法の知識の統合の開発と応用に焦点を当てている。教員は研究に強みがあり、学生は学業とフィールド配置の両方で強力な研究スキルを持って卒業する傾向がある。
エラスムス大学はエラスムス計画に古くから参加し、欧州以外の約200の大学と留学生の交流を活性化させるための協定を締結した。英語、経営学部、法学部の学部だけでなく医学の大学院は、英語を用いた専門性の高い講習を提供している。学校が教育·研究の質の国際基準の実施と測定を常に心がけていることも評価できる。ロッテルダムの大学は、例えば、多くのプロの行政や事業管理の専門知識は、（公共政策分析のためのアメリカの社会および管理NASPAA 、欧州品質改善システムEQUISのような）国際的に有名な機関に認識されている。MBAプログラムの国際ロッテルダム・スクールは、世界で最も高いランクを付けられていることで、知られている。
ロッテルダム大学はWoudesteinキャンパスとエラスムスMCの2つのキャンパスを所持している。両方のキャンパスは、ロッテルダムの中心から非常に近く、公共交通は便利である。 Woudesteinキャンパスは、メインロッテルダム大学教育学部における教育と研究施設や研究の場所となっている。そしてエラスムスMCはロッテルダム大学医療センターのキャンパスである。ロッテルダムの大学医療センターは、そのユニークなデザインとロッテルダムの重要性によりオランダ最大かつ最も先進的な学術の医療センター、ランドマークの建物となっている。

## 歴史
- 1913年、ロッテルダムの商業繁栄を狙ってNetherland School of Commerce（オランダ商業学校）が設立された。これがエラスムス・ロッテルダム大学の源流である。
- 1939年、 Netherland School of CommerceよりNetherland School of Economics（オランダ経済学校）へと名称が変更される。
- 1966年、大学病院とともに、Medical Faculty of Rotterdam（ロッテルダム医学部）が新設される。
- 1973年、Netherland School of EconomicsとMedical Faculty of Rotterdamが合併し、総合大学の「エラスムス・口ッテルダム大学」となる。
- 2003年、ロッテルダム医学部が、Erasmus MC（Erasmus University Medical Center、エラスムス大学医療センター）と改称され、オランダ最大の医学研究センターに発展する。

エラスムス・ロッテルダム大学は、1913年11月8日に、ロッテルダムの経済界からの幅広い支援を受けた民間主導により、オランダ商学部（Nederlandsche Handels-Hoogeschool、またはNHH）として設立された。1937年、この学校は大学としての地位を持つ高等教育機関として認められ、学問分野として商業と経済の教育を提供した。その結果、名前がNHHからNEH、つまりオランダ経済大学（Nederlandse Economische Hogeschool）に変更された。社会の複雑化は、1960年代に法と社会科学の学部の到着につながり、その後数十年で哲学、歴史と芸術、経営学が発展した。 1950年から、高等臨床教育財団はロッテルダムで完全な学術医学研究プログラムを確立するために最善を尽くし、成功を収めることとなる。1966年、政府はDijkzigt病院の隣にロッテルダム医学部を設立した。ソフィア小児病院およびダニエルデンホードクリニックとともに、ロッテルダム大学病院を形成し、2003年1月1日現在エラスムスMCという名前が付けられている。 1973年に、ロッテルダム医学部とオランダ経済学部が合併し、その後、現在の名前でエラスムス大学・ロッテルダムに改名された。この名は、学術界で何世紀にもわたって評判の恩恵を受けている人物にちなんで名付けられた、オランダで最初の大学である。

## 評価[3]
エラスムス・ロッテルダム大学は、医学、経営学、経済学、国際行政学の分野において世界から高い評価を得ている。世界ランキングにおいても、2007年にフィナンシャル・タイムズによって、欧州最高レベルの大学の中でのトップ10に位置づけられた。2015年にはタイムズ・ハイアー・エデュケーションによってヨーロッパで20位、世界で62位にランクされ、社会科学は40位、臨床健康は世界で35位にランクされた。さらに2017年には世界で69位にランク付けされ、ビジネスと経済学は17位、臨床保健は世界で42位にランク付けされ、ビジネススクールのトップ10にランクインした。そして2020年にはTimes Higher Education World University Rankings 2020において、経済経営学の分野にて、オランダの中で1位、欧州で7位、そして世界ランキングでは28位とされた。
近年は、The World University Rankingにて世界70位前後に位置付けられている。専攻ごとのランキングでは、Business and Managementが世界24位に位置付けれるなど経済学・商学の分野で高い評価を受けている。

### 経済分野
経済の分野において、QS World University Rankings 2018 欧州部門(イギリスを含む)にて9位を記録し、経済経営学世界ランキングでは50位、そして会計財政学世界ランキングにて37位を獲得した。
Times Higher Education World University Rankings 2020において、経済経営学の分野にて、エラスムス大学はオランダの中で１位, 欧州で７位、そして世界ランキングでは28位とされた。
The Shanghai Jiao Tong University Academic Ranking of World Universities 2018は、エラスムス大学の経済学部を欧州で９位、世界ランキングでは32位として評価した。
さらに、US News 2022は経済経営学部門において、エラスムス大学をオランダの中で１位、欧州で２位、そして世界ランキングで10位と位置付けた。

### 経営分野
The Financial Times European Business School Rankings そして Global MBA rankingsは、常にRSM(Rotterdam School of Management)を世界ランキング10位以内に評価している。 The Financial Times2019 はRSMの提供する CEMS MSc 、そしてエラスムス大学を6位と記録した。 また、Shanghai Rankingは、エラスムス大学をハーバード大学やコロンビア大学を抑え世界３位に値すると示している。
認定
エラスムス大学のビジネススクールは、経営教育の国際認定機関からAMBA、EQUIS、およびAACSBの認定を取得している。 2024年1月時点で、世界の127のビジネススクールだけがこの３つの認定を取得している。

### 医学分野
The Erasmus MC (university medical center) はいくつかの主要なランキングで、臨床医学の世界的なトップ機関であると見なされている。
Times Higher Education World University Rankings 2020にて45位、 U.S. News & World Report Best Global University Ranking  2020にて28位、そしてQS World University Rankings 2019 にて50位を獲得した。
さらに、 Erasmus MCは The Scientist において米国外の上位15の医療機関の中で5番目に優れていると2014年に報告した。

### 行政学
エラスムス大学は国際学、行政学の部門でも名声を集めている。
Shanghai rankingは2021年にPublic Administrationの部門にて世界３位とし、経営学の次に高いランキング順位を保持している。2024年にて１位を獲得した。

## カレッジ
現在エラスムス大学には、
- Rotterdam School of Management
- School of History
- Culture and Communication
- School of Law, School of Economics
- Erasmus University College
- ErasmusMC。

の6つのカレッジが存在する。
国際交流としてEUのスポンサーを受けたエラスムス交換留学プログラムによる、外国人留学生を取り入れている。EU外の国々とも個別の交換留学プログラムがあり、世界各国と交流がある。また、エラスムス交換留学プログラム以外にも大学独自の姉妹校留学として、世界55ヶ国330校と協定している。日本とは、京都大学、慶応義塾大学、早稲田大学、一橋大学を含めた他4校と協定が結ばれている。